# Novum Organum
Новий Органон (лат. Novum Organum), повніша назва "Новий Органон, або справжні вказівки щодо тлумачення природи" чи "Великий Органон, частина II", - це філософська робота Френсіса Бекона, вперше опублікована в 1620 році, повністю укладена латиною. Назва покликається до праці Аристотеля "Органон". У "Novum Organum" Бекон докладно описує нову систему логіки, яка, на його думку, перевершує старі методи силогізму. Зараз ця система відома як метод Бекона.
Для Бекона пошук сутності речей був процесом головним чином зав'язаних на редукції та індукції. Щоб знайти причину "феноменальної природи", такої як тепло, необхідно перерахувати всі ситуації, у яких зустрічається тепло. Потім слід скласти інший список, в якому перераховуються ситуації аналогічні першій, за винятком відсутності тепла. Третій таблиці перерахованих ситуацій повинна містити інформацію у яких тепло може бути відмінним. Природа тепла, або її причина, повинна бути такою, яка є загальною для всіх випадків з першої таблиці, відсутня у всіх випадках з другої таблиці й варіюється за ступенем у випадках третьої таблиці.
На титульному листі "Novum Organum" зображено галеон, що проходить між міфічними Геркулесовими стовпами, що стоять по обидва боки Гібралтарської протоки, відзначаючи вихід із добре вивчених вод Середземного моря в Атлантичний океан. Стовпи як кордон Середземномор'я були пробиті іберійськими мореплавцями, відкривши новий світ для дослідження. Бекон сподівається, що емпіричне дослідження аналогічним чином розіб'є старі наукові ідеї та призведе до збільшення знання про світ та небеса. Цей титульний лист був скопійований з "Regimiento de Navegación" Андреса Гарсії де Сеспедеса, опублікованого в 1606 році.
Латинська напис внизу - Multi pertransibunt & augebitur scientia - взята зі Старого Завіту (Даниїл 12:4). Це означає: "Багато-хто дослідять її, і так розмножиться знання."

## Зміст
Робота в основному визначається пронумерованими афоризмами, які наголошують на необхідності неупередженого наукового дослідження. Таким чином, Бекон здійснив велику модернізацію (Instauratio magna) наук і протиставив себе насамперед проти Аристотеля та схоластичного способу мислення.
У ширшому розумінні, Бекона можна вважати новатором епохи Просвітництва. Його справою було боротися з вадами середньовічних методів пізнання і засновувати прогрес пізнання на емпіричному підході та раціональності. Людське мислення мало бути звільнено від хиб та можливих джерел помилок, щоби мати можливість бачити світ об'єктивно. Тому в першій частині книги він створив справжню теорію упередженого мислення.

## Бекон та науковий метод
Роботи Бекона відіграли значну роль в історичному розвитку наукового методу. Цей підхід частково нагадує сучасне формування наукового методу, оскільки спільна основа лежить в експериментальному дослідженні. Акцент на використанні штучних експериментів для отримання додаткових спостережень за певним явищем, є однією з причин того, що вважати Бекона батьком експериментальної філософії. З іншого боку, сучасний науковий метод не слідує підходам Бекона в деталях, а скоріш у дусі методичності та експериментальності погоджує спільні тези, а проте слідує власному абсолюту. Важливим залишається і те, що Бекон започаткував розвиток різних методологій у науці, оскільки він перший висунув аргументи проти старих арістотелівських підходів до науки, стверджуючи, що метод необхідний, оскільки природні упередження та слабкості людського розуму заважають досягненню істинності, зокрема включаючи природне прагнення шукати метафізичні пояснення, не засновані на реальні спостереження.